# Hanksita
La hanksita es un mineral de la llamada clase de los minerales sulfatos de Strunz. Fue descubierta en 1885 cerca de Searles Valley, en California (EE. UU.), siendo nombrada en honor de Henry G. Hanksel, mineralogista californiano.

## Características químicas
Químicamente es un sulfato pero mezclado con otro aniones, pues también es cloruro y carbonato, teniendo como cationes el sodio y el potasio.

## Formación y yacimientos
Aparece en depósitos de evaporita continental, sedimentada en el fondo de lagos.
Suele encontrarse asociado a otros minerales como: halita, bórax, trona o aftitalita.